# Kulturåret 1729

## Avlidna
- maj - Johan David Schwartz (född 1678), svensk porträttmålare.
- 27 juni - Élisabeth Jacquet de La Guerre (född 1665), fransk kompositör
- 22 oktober - Anna Maria Ehrenstrahl (född 1666), svensk konstnär.
- 16 november - Alessandro Specchi (född 1668), italiensk arkitekt och grafiker.